# Mauressargues
Mauressargues (okzitanisch: Maureçargues) ist eine französische Gemeinde mit 177 Einwohnern (Stand: 1. Januar 2022) im Département Gard in der Region Okzitanien (vor 2016 Languedoc-Roussillon). Sie gehört zum Arrondissement Nîmes und zum Kanton Quissac. Die Einwohner werden Mauressarguois genannt.

## Geografie
Mauressargues liegt etwa 20 Kilometer südsüdöstlich von Alès und etwa 21 Kilometer nordwestlich von Nîmes. Das Gemeindegebiet wird im Osten vom Bach Esquielle durchquert, im Westen verläuft die Courme. Die Nachbargemeinden von Mauressargues sind Domessargues im Norden, Saint-Geniès-de-Malgoirès im Osten und Südosten, Montagnac im Süden sowie Aigremont im Westen.

## Bevölkerungsentwicklung
| Jahr                       | 1962 | 1968 | 1975 | 1982 | 1990 | 1999 | 2006 | 2020 |
| -------------------------- | ---- | ---- | ---- | ---- | ---- | ---- | ---- | ---- |
| Einwohner                  | 95   | 95   | 85   | 98   | 95   | 92   | 133  | 171  |
| Quellen: Cassini und INSEE |      |      |      |      |      |      |      |      |